# Wailuku
Wailuku é uma Região censo-designada localizada no estado americano de Havaí, no Condado de Maui.

## Demografia
Segundo o censo americano de 2000, a sua população era de 12.296 habitantes.

## Geografia
De acordo com o United States Census Bureau tem uma área de
14,1 km², dos quais 13,1 km² cobertos por terra e 1,0 km² cobertos por água. Wailuku localiza-se a aproximadamente 36 m acima do nível do mar.

## Localidades na vizinhança
O diagrama seguinte representa as localidades num raio de 16 km ao redor de Wailuku.